# David Ulrich Boecklin
David Ulrich Boecklin (* 5. Februar 1686 in Augsburg; † 2. Dezember 1748 in Leipzig) war ein deutscher Kupferstecher.

## Leben
David Ulrich Boecklin war wahrscheinlich ein Neffe von Johann Christoph Boecklin und dessen Schüler, erreichte jedoch nicht dessen Kunstfertigkeit. Seine Arbeiten gelten in der Kunstgeschichte als „handwerksmäßige Leistungen“. Er signierte David Ulrich Boecklin, Coelator Lipsiensis.

## Werke

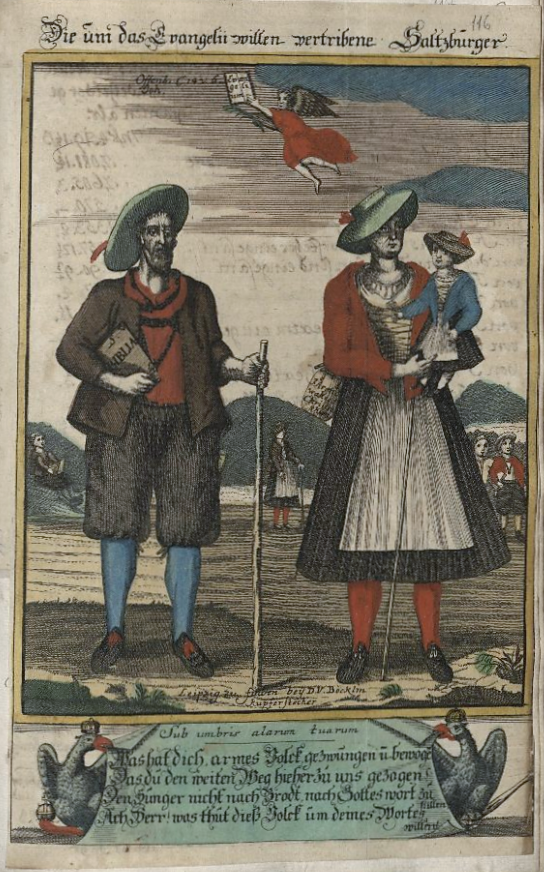
Die um des Evangeliums willen vertriebenen Salzburger

- Bildnis des Leipziger Professors Johann Burkhard Mencke
- Schaugerüst 1719 in der Leipziger Paulinerkirche aus Anlass der Vermählungsfeier des sächsischen Erbprinzen Friedrich August mit Maria Josepha von Österreich (1699–1757)
- Die um des Evangeliums willen vertriebenen Salzburger (1732)